# Кукутилья
Кукутилья (исп. Cucutilla) — город и муниципалитет в северо-восточной части Колумбии, на территории департамента Северный Сантандер. Входит в состав Центрального субрегиона.

## История
Поселение, из которого позднее вырос город, было основано 11 декабря 1780 года падре Хосе Грегорио Барраганом. Муниципалитет Кукутилья был выделен в отдельную административную единицу в 1804 году.

## Географическое положение
Город расположен в юго-западной части департамента, в горной местности Восточной Кордильеры, на правом берегу реки Кукутилья, на расстоянии приблизительно 45 километров к юго-западу от города Кукута, административного центра департамента. Абсолютная высота — 1950 метров над уровнем моря.
Муниципалитет Кукутилья граничит на севере и западе с территорией муниципалитета Арболедас, на северо-востоке — с муниципалитетом Бочалема, на востоке — с муниципалитетом Памплонита, на юго-востоке — с муниципалитетом Памплона, на юге — с муниципалитетом Мутискуа, на юго-западе — с территорией департамента Сантандер. Площадь муниципалитета составляет 372 км².

## Население
По данным Национального административного департамента статистики Колумбии, совокупная численность населения города и муниципалитета в 2015 году составляла 7686 человек.
Динамика численности населения муниципалитета по годам:
| 2005 | 2006 | 2007 | 2008 | 2009 | 2010 | 2011 | 2012 | 2013 | 2014 | 2015 |
| ---- | ---- | ---- | ---- | ---- | ---- | ---- | ---- | ---- | ---- | ---- |
| 8447 | 8350 | 8268 | 8185 | 8103 | 8027 | 7946 | 7882 | 7816 | 7751 | 7686 |

Согласно данным переписи 2005 года мужчины составляли 52,4 % от населения Кукутильи, женщины — соответственно 47,6 %. В расовом отношении всё население города составляли белые и метисы.
Уровень грамотности среди всего населения составлял 81,3 %.

## Экономика
73,6 % от общего числа городских и муниципальных предприятий составляют предприятия торговой сферы, 19,8 % — промышленные предприятия, 6,6 % — предприятия сферы обслуживания.